# Liste der österreichischen Außenminister

## Österreichische Außenminister seit 1918
- Mit *) markierte Leiter der österreichischen Außenpolitik waren Kanzler, die gleichzeitig das Staatsamt für Äußeres bzw. das Außenministerium führten.
- Mit **) Markierte von 1923 bis 1938 und von 1945 bis 1959 waren Bundeskanzler, die die Sektion Außenamt im Bundeskanzleramt selbst führten. In anderen Bundesregierungen dieser Zeit führten Außenminister im Kanzleramt diese Agenden.
- Die ersten Staatssekretäre der ersten wie auch der erste der zweiten Republik waren keine Staatssekretäre im heutigen Sinne (hohe Beamte unter einem Minister), sondern es war die Bezeichnung für den Ministerposten. Minister und gleichzeitig Staatssekretär gab es nur in der politisch heiklen Besatzungszeit. Dienststelle war das Außenamt, ein eigenständiges Außenministerium bestand 1918–1923 und besteht seit 1959.

### Erste Republik (1918–1938)
| Name                  | Bild | Amtsantritt   | Amtsende          | Partei      | Anmerkung |
| --------------------- | ---- | ------------- | ----------------- | ----------- | --- |
| Victor Adler          |      | 30. Okt. 1918 | 11. Nov. 1918 (†) | SDAPDÖ      | Staatssekretär (= Minister) für Äußeres |
| Otto Bauer            |      | 21. Nov. 1918 | 26. Juli 1919     | SDAPDÖ      | Staatssekretär (= Minister) für Äußeres |
| Karl Renner           |      | 26. Juli 1919 | 22. Okt. 1920     | SDAPDÖ      | *) Staatskanzler und Staatssekretär (= Minister) für Äußeres                                                                                                  |
| Michael Mayr          |      | 22. Okt. 1920 | 21. Juni 1921     | CS          | *) bis 10. Nov. 1920 Staatskanzler und Staatssekretär (= Minister) für Äußeres, dann Bundeskanzler betraut mit der Leitung des Bundesministeriums für Äußeres |
| Johann Schober        |      | 21. Juni 1921 | 26. Jan. 1922     | Beamter     | *) |
| Walter Breisky        |      | 26. Jan. 1922 | 27. Jan. 1922     | Beamter     | *) |
| Leopold Hennet        |      | 27. Jan. 1922 | 31. Mai 1922      | Beamter     | |
| Alfred Grünberger     |      | 31. Mai 1922  | 20. Nov. 1924     | CS          | Minister am Bundeskanzleramt, mit der Führung der auswärtigen Angelegenheiten betraut                                                                         |
| Heinrich Mataja       |      | 20. Nov. 1924 | 15. Jan. 1926     | CS          | Minister am Bundeskanzleramt |
| Rudolf Ramek          |      | 15. Jan. 1926 | 20. Okt. 1926     | CS          | **) |
| Ignaz Seipel          |      | 20. Okt. 1926 | 4. Mai 1929       | CS          | **) |
| Ernst Streeruwitz     |      | 4. Mai 1929   | 26. Sep. 1929     | CS          | **) |
| Johann Schober        |      | 26. Sep. 1929 | 30. Sep. 1930     | Beamter     | 2. Amtszeit; **) |
| Ignaz Seipel          |      | 30. Sep. 1930 | 4. Dez. 1930      | CS          | 2. Amtszeit; Minister am Bundeskanzleramt (bis 29. Nov. mit der sachlichen Leitung der auswärtigen Angelegenheiten betraut)                                   |
| Johann Schober        |      | 4. Dez. 1930  | 29. Jan. 1932     | Beamter     | 3. Amtszeit |
| Karl Buresch          |      | 29. Jan. 1932 | 20. Mai 1932      | CS          | **) |
| Engelbert Dollfuß     |      | 20. Mai 1932  | 10. Juli 1934     | CS/VF       | **) |
| Stephan Tauschitz     |      | 10. Juli 1934 | 3. Aug. 1934      | Landbund/VF | Kanzleramtsstaatssekretär für die auswärtigen Angelegenheiten                                                                                                 |
| Egon Berger-Waldenegg |      | 3. Aug. 1934  | 14. Mai 1936      | VF          | Minister am Bundeskanzleramt; 17.–29. Nov. 1935 ausgesetzt |
| Kurt Schuschnigg      |      | 14. Mai 1936  | 11. Juli 1936     | VF          | **) |
| Guido Schmidt         |      | 11. Juli 1936 | 11. März 1938     | VF          | Kanzleramtsstaatssekretär, ab 16. Feb. 1938 Minister am Bundeskanzleramt                                                                                      |
| Wilhelm Wolf          |      | 11. März 1938 | 13. März 1938     | NSDAP       | |

### Zweite Republik (Seit 1945)
| Nr | Name                   | Bild | Amtsantritt   | Amtsende      | Partei    | Anmerkung |
| -- | ---------------------- | ---- | ------------- | ------------- | --------- | --- |
| 1  | Karl Gruber            |      | 26. Sep. 1945 | 26. Nov. 1953 | ÖVP       | bis 20. Dez. 1945 Unterstaatssekretär (= Minister) für die auswärtigen Angelegenheiten, dann Minister am Bundeskanzleramt                                              |
| 2  | Leopold Figl           |      | 26. Nov. 1953 | 9. Juni 1959  | ÖVP       | Minister am Bundeskanzleramt (Staatssekretär für äußere Angelegenheiten: 2. April 1953 – 16. Juli 1959 Bruno Kreisky; 29. Juni 1956 – 31. Juli 1959: Franz Gschnitzer) |
| 2  | Julius Raab            |      | 10. Juni 1959 | 16. Juli 1959 | ÖVP       | **) |
| 3  | Bruno Kreisky          |      | 16. Juli 1959 | 19. Apr. 1966 | SPÖ       | 16. – 31. Juli 1959 Minister am Bundeskanzleramt, dann am Bundesministerium für auswärtige Angelegenheiten (BMaA) (war vorher schon Staatssekretär)                    |
| 4  | Lujo Tončić-Sorinj     |      | 19. Apr. 1966 | 19. Jan. 1968 | ÖVP       | (Staatssekretär für die Auswärtigen Angelegenheiten: 19. April 1966 – 13. Mai 1969 Karl Gruber, 2. Amtszeit)                                                           |
| 5  | Kurt Waldheim          |      | 19. Jan. 1968 | 21. Apr. 1970 | parteilos | |
| 6  | Rudolf Kirchschläger   |      | 21. Apr. 1970 | 23. Juni 1974 | parteilos | |
| 7  | Erich Bielka           |      | 23. Juni 1974 | 30. Sep. 1976 | parteilos | |
| 8  | Willibald Pahr         |      | 1. Okt. 1976  | 24. Mai 1983  | parteilos | |
| 9  | Erwin Lanc             |      | 24. Mai 1983  | 10. Sep. 1984 | SPÖ       | |
| 10 | Leopold Gratz          |      | 10. Sep. 1984 | 16. Juni 1986 | SPÖ       | |
| 11 | Peter Jankowitsch 1    |      | 16. Juni 1986 | 21. Jan. 1987 | SPÖ       | |
| 12 | Alois Mock             |      | 21. Jan. 1987 | 4. Mai 1995   | ÖVP       | |
| 13 | Wolfgang Schüssel      |      | 4. Mai 1995   | 4. Feb. 2000  | ÖVP       | |
| 14 | Benita Ferrero-Waldner |      | 4. Feb. 2000  | 20. Okt. 2004 | ÖVP       | |
| 15 | Ursula Plassnik        |      | 20. Okt. 2004 | 2. Dez. 2008  | ÖVP       | |
| 16 | Michael Spindelegger   |      | 2. Dez. 2008  | 16. Dez. 2013 | ÖVP       | |
| 17 | Sebastian Kurz         |      | 16. Dez. 2013 | 18. Dez. 2017 | ÖVP       | |
| 18 | Karin Kneissl          |      | 18. Dez. 2017 | 3. Juni 2019  | parteilos | von der FPÖ nominiert |
| 19 | Alexander Schallenberg |      | 3. Juni 2019  | 11. Okt. 2021 | ÖVP       | seit 7. Januar 2020 von der ÖVP nominiert |
| 20 | Michael Linhart        |      | 11. Okt. 2021 | 06. Dez. 2021 | ÖVP       | |
| 21 | Alexander Schallenberg |      | 06. Dez. 2021 | 03. Mär. 2025 | ÖVP       | |
| 22 | Beate Meinl-Reisinger  |      | 03. Mär. 2025 | amtierend     | NEOS      | |

 ÖVP  Österreichische Volkspartei (bis 2017)
 ÖVP  Österreichische Volkspartei (ab 2017)
 SPÖ  Sozialdemokratische Partei Österreichs (1945–1991: Sozialistische Partei Österreichs)
 NEOS  NEOS – Das Neue Österreich und Liberales Forum